# Flying Cowboys
| Recensione                        | Giudizio    |
| --------------------------------- | ----------- |
| AllMusic                          |             |
| Robert Christgau                  | B           |
| The New Rolling Stone Album Guide | [ 3 ]       |
| Sputnikmusic                      | 3.7 (Great) |
| Piero Scaruffi                    | [ 5 ]       |
| Ondarock                          | [ 6 ]       |
| Dizionario del Pop-Rock           | [ 7 ]       |
| 24.000 dischi                     | [ 8 ]       |

Flying Cowboys è un album discografico della cantautrice statunitense Rickie Lee Jones, pubblicato dalla casa discografica Geffen Records nel settembre del 1989.

## Tracce

### LP
Lato A
1. The Horses – 4:47 (Rickie Lee Jones, Walter Becker)
2. Just My Baby – 4:44 (Rickie Lee Jones, Pascal Nabet-Meyer)
3. Ghetto of My Mind – 6:12 (Rickie Lee Jones, Pascal Nabet-Meyer)
4. Rodeo Girl – 4:50 (Rickie Lee Jones)
5. Satellites – 4:54 (Rickie Lee Jones)
6. Ghost Train – 4:16 (Rickie Lee Jones)

Lato B
1. Flying Cowboys – 5:02 (Rickie Lee Jones, Pascal Nabet-Meyer, Sal Bernardi)
2. Don't Let the Sun Catch You Crying – 4:13 (Fred Marsden, Gerrard Marsden, Leo Maguire, Les Chadwick)
3. Love Is Gonna Bring Us Back Alive – 4:51 (Rickie Lee Jones, Pascal Nabet-Meyer)
4. Away from the Sky – 5:30 (Rickie Lee Jones)
5. Atlas Marker – 5:58 (Rickie Lee Jones)

## Musicisti
The Horses
- Rickie Lee Jones - voce, sintetizzatore (string synthesizer)
- Buzz Feiten - chitarra elettrica
- Dean Parks - chitarra elettrica
- Greg Phillinganes - tastiere
- William Smitty Smith - organo
- Michael Omartian - pianoforte
- Neil Stubenhaus - basso
- John Robinson - batteria
- Bob Zimmiti - percussioni
- Michael Ruff - accompagnamento vocale, cori
- Kevin Dorsey - accompagnamento vocale, cori
- Greg Penny e Roger Nichols - ingegneri della registrazione

Just My Baby
- Rickie Lee Jones - voce, tastiere
- Dean Parks - chitarra acustica
- Chris Smith - armonica
- Gary Coleman - vibrafono
- Ed Alton - basso acustico
- Michael Fisher - percussioni
- Mark Linett, Greg Penny, Roger Nichols - ingegneri della registrazione

Ghetto of My Mind
- Rickie Lee Jones - voce, steel drum, accompagnamento vocale, cori
- Buzz Feiten - chitarra elettrica
- Dean Parks - chitarra elettrica
- Greg Phillinganes - tastiere
- Neil Stubenhaus - basso
- John Robinson - batteria
- Bob Zimmiti - percussioni
- The Waters - accompagnamento vocale, cori
- Leslie Smith - accompagnamento vocale, cori
- Greg Penny e Roger Nichols - ingegneri delle registrazioni

Rodeo Girl
- Rickie Lee Jones - voce, strumenti vari (tutti gli strumenti)
- Chris Dickie - drum program
- Chris Dickie - ingegnere della registrazione (1987)

Satellites
- Rickie Lee Jones - voce, sintetizzatore
- Walter Becker - sintetizzatore
- Buzz Feiten - chitarra acustica con corde di nylon
- Dean Parks - chitarra steel acustica
- Greg Phillinganes - tastiere
- Bob Sheppard - sassofono
- Neil Stubenhaus - basso
- John Robinson - batteria
- Bob Zimmiti - percussioni
- Greg Penny - ingegnere della registrazione

Ghost Train
- Rickie Lee Jones - voce, chitarra, sintetizzatore
- Michael Bernard - programmer
- Jim Keltner - batteria
- Sconosciuto, Greg Penny e Roger Nichols - ingegneri della registrazione

Flying Cowboys
- Rickie Lee Jones - voce
- Sal Bernardi - chitarra elettrica, accompagnamento vocale, coro
- Pascal Nabet-Meyer - sintetizzatore
- Dean Parks - chitarra elettrica
- Marty Krystall - corno inglese, clarinetto
- Vince Mendoza - tromba
- Walter Becker - basso
- Peter Erskine - batteria
- Mark Linett, Greg Penny e Roger Nichols - ingegneri della registrazione

Don't Let the Sun Catch You Crying
- Rickie Lee Jones - voce, sintetizzatore, drum program, chitarra
- Bob Sheppard - sassofono
- Rob Wasserman - basso
- Paulinho Da Costa - percussioni
- Michael Bernardi - programmatore per strumenti ad arco
- Sal Bernardi - accompagnamento vocale, coro
- The Robbs, Roger Nichols e Greg Penny - ingegneri della registrazione (al Cherokee)

Love Is Gonna Bring Us Back Alive
- Rickie Lee Jones - voce, organo, accompagnamento vocale - coro
- Buzz Feiten - chitarra elettrica
- Greg Mathieson - organo Hammond B-3
- Marty Krystall - sassofono tenore
- Bob Sheppard - sassofono tenore
- Chris Smith - armonica
- Neil Stubenhaus - basso
- John Robinson - batteria
- Bob Zimmiti - percussioni
- Vonda Shepard - accompagnamento vocale - coro
- Kevin Dorsey - accompagnamento vocale - coro
- Greg Penny e Roger Nichols - ingegnere delle registrazioni

Away from the Sky
- Rickie Lee Jones - voce, chitarra acustica, sintetizzatore
- Dean Parks - chitarra elettrica
- Michael Boddicker - sintetizzatore (string synthesizer)
- Roger Nichols, Greg Penny e Lavant Coppock - ingegneri della registrazione

Atlas Marker
- Rickie Lee Jones - voce, sintetizzatore
- Dean Parks - chitarra
- Randy Brecker - tromba
- Michael Bernard - tastiere (keyboard program)
- Pascal Nabet-Meyer - tastiere (keyboard program), percussioni
- Neil Stubenhaus - basso
- Peter Erskine - batteria
- Michael Fisher - percussioni
- Mark Linett e Greg Penny - ingegneri della registrazione

Note aggiuntive
- Walter Becker - produttore
- Gary Gersh - produttore esecutivo
- Registrazioni effettuate presso: Studio 55, The Village ed al Cherokee di Los Angeles (California)
- Ken Felton, Greg Laney, Robert Hart, Lavant Coppock - secondi ingegneri delle registrazioni
- José Esteban Martinez - dipinto copertina frontale album (titolo: I Am Singing at Your Window), su cortesia della Vorpal Gallery di New York
- Dewey Nicks - fotografia di Rickie Lee Jones
- Praxis - design album[10]

## Classifica
Album
| Anno | Classifica            | Posizione raggiunta |
| ---- | --------------------- | ------------------- |
| 1989 | Billboard 200         | 39                  |
| 1989 | Official Albums Chart | 50                  |

Singoli
| Anno | Titolo del brano | Classifica        | Posizione raggiunta |
| ---- | ---------------- | ----------------- | ------------------- |
| 1989 | Satellites       | Alternative Songs | 23                  |